# 皮膚幼虫移行症

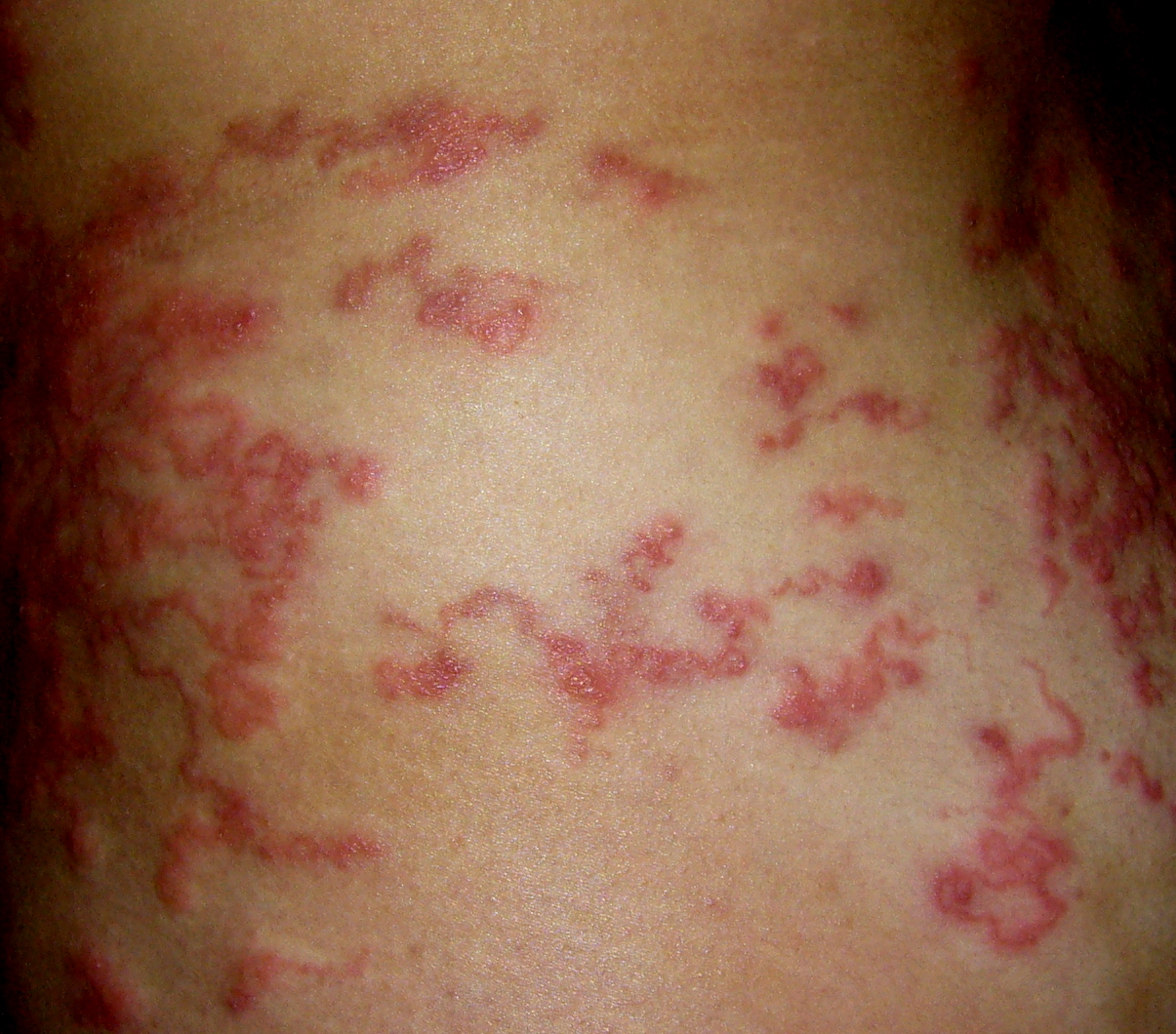

皮膚幼虫移行症(英: cutaneous larva migrans;CLM)とは寄生虫の幼虫により引き起こされるヒトの皮膚病であり、ブラジル鉤虫(Ancylostoma braziliense)を原因とするものが最も多い。
アメリカ合衆国南部では砂質土に住むような幼虫であるsandwormsが関与する疾病である皮膚爬行症やground itchが関与することがある。

## 原因
原因となる寄生虫はイヌやネコの糞便において認められるが、それらの寄生虫はイヌやネコの深部組織に感染することができ（肺や腸管）、ヒトには皮膚の外層より侵入して皮膚下に典型的な幼虫の潜伏部位が視認できる。それらの寄生虫は皮膚の基底膜より深く侵入するのに必要なコラゲナーゼを産生できない。

## 症状
発赤、極度の掻痒感を伴う発疹。発疹を掻き二次感染へと発展した場合、掻痒感は激しい痛みに発展する。

## 治療
皮膚幼虫移行症にはいくつかの異なる治療法がある。
- アルベンダゾール(en:albendazole)やイベルメクチンなどの経口投与。

- チアベンダゾールの局所あるいは経口投与。経口投与した場合、吐き気を引き起こすことが知られている。

- 塩化エチルあるいは液体窒素による局所を凍結させることにより幼虫を凍結、殺滅する（しかし、治療効果がはっきりしない）。